# Báscula

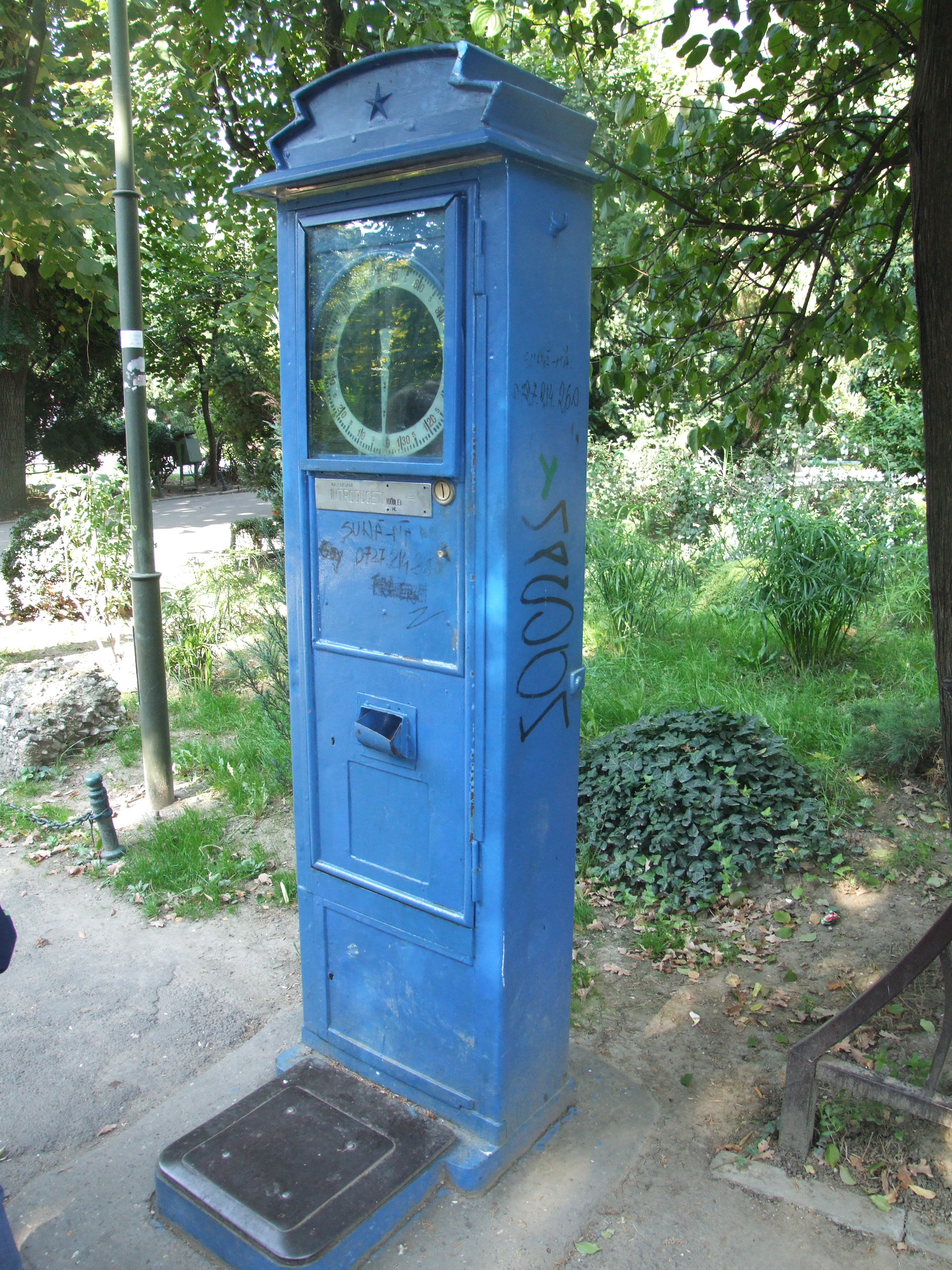
Báscula pública para el peso de personas.

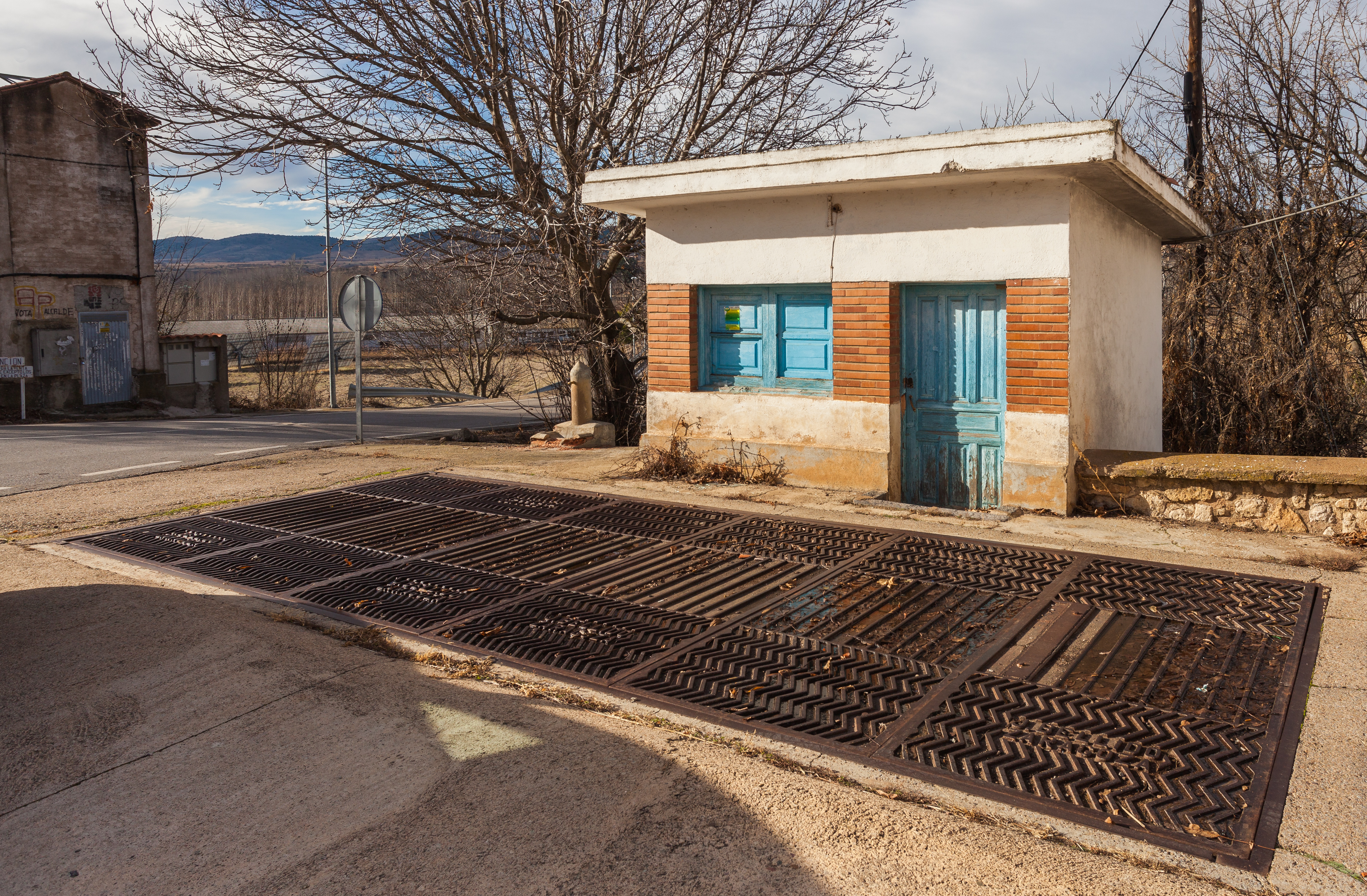
Báscula de pesaje para vehículos pesados.

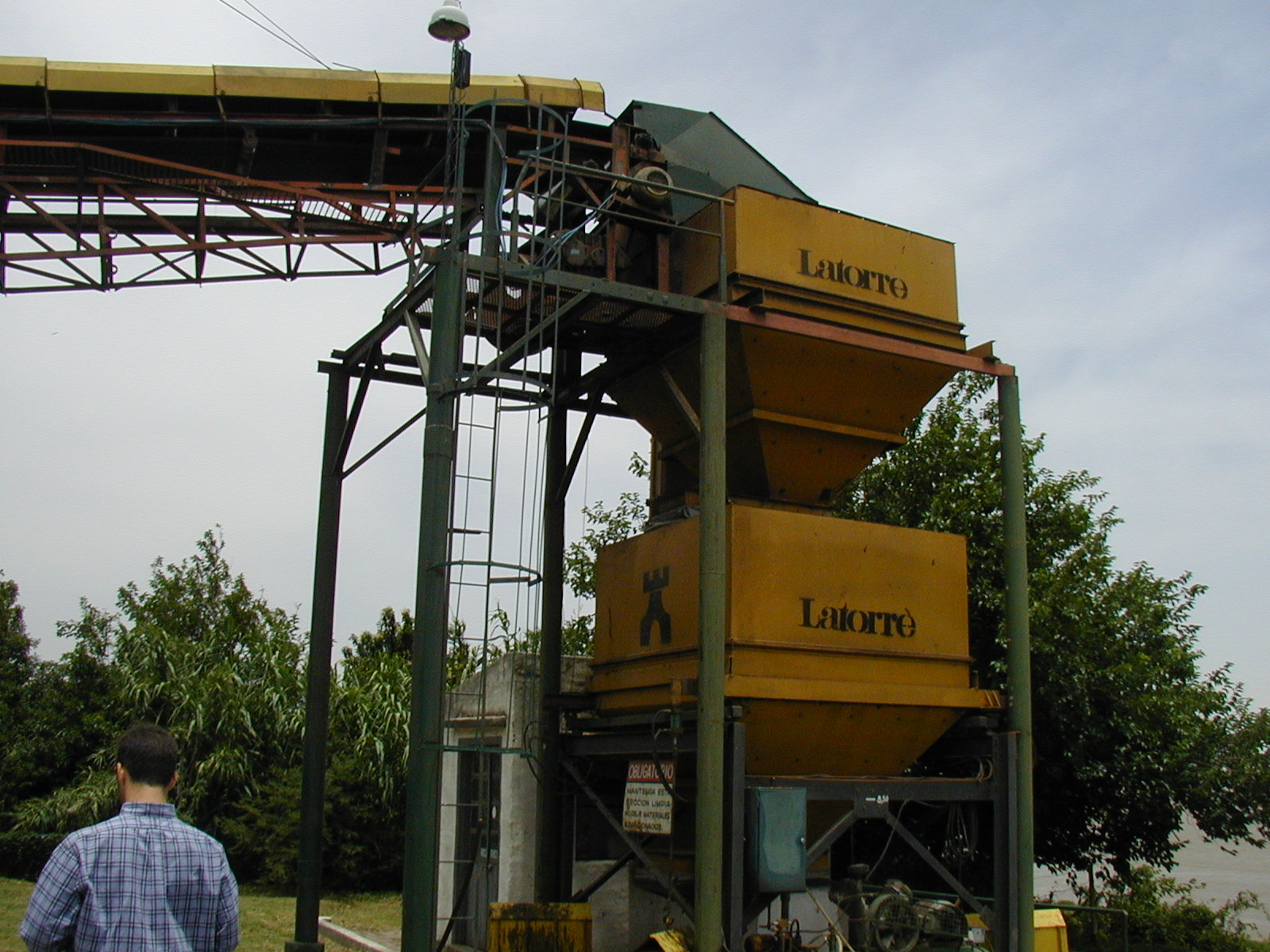
Báscula para graneles.

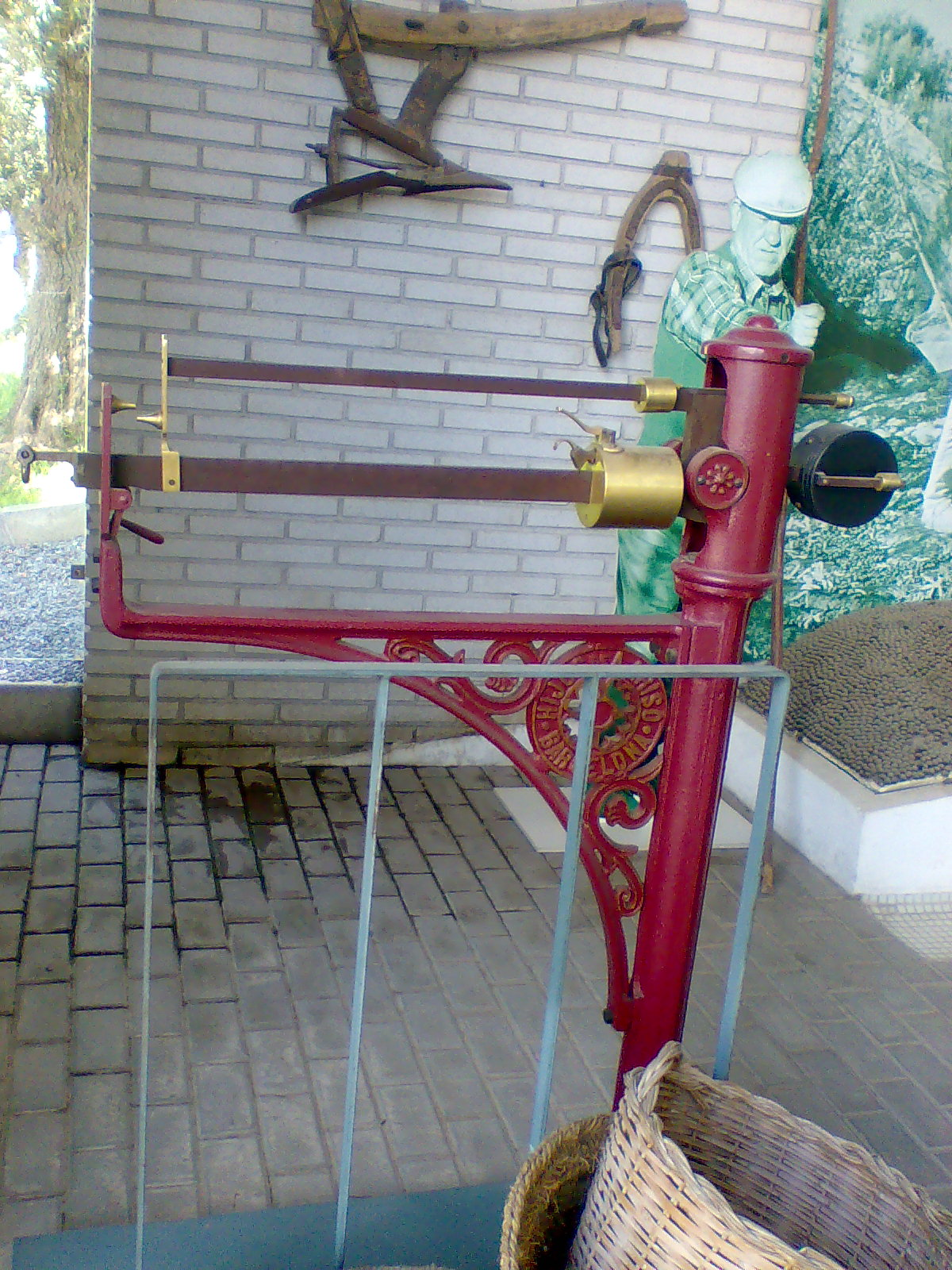
Báscula antigua, fundada en la Romana.

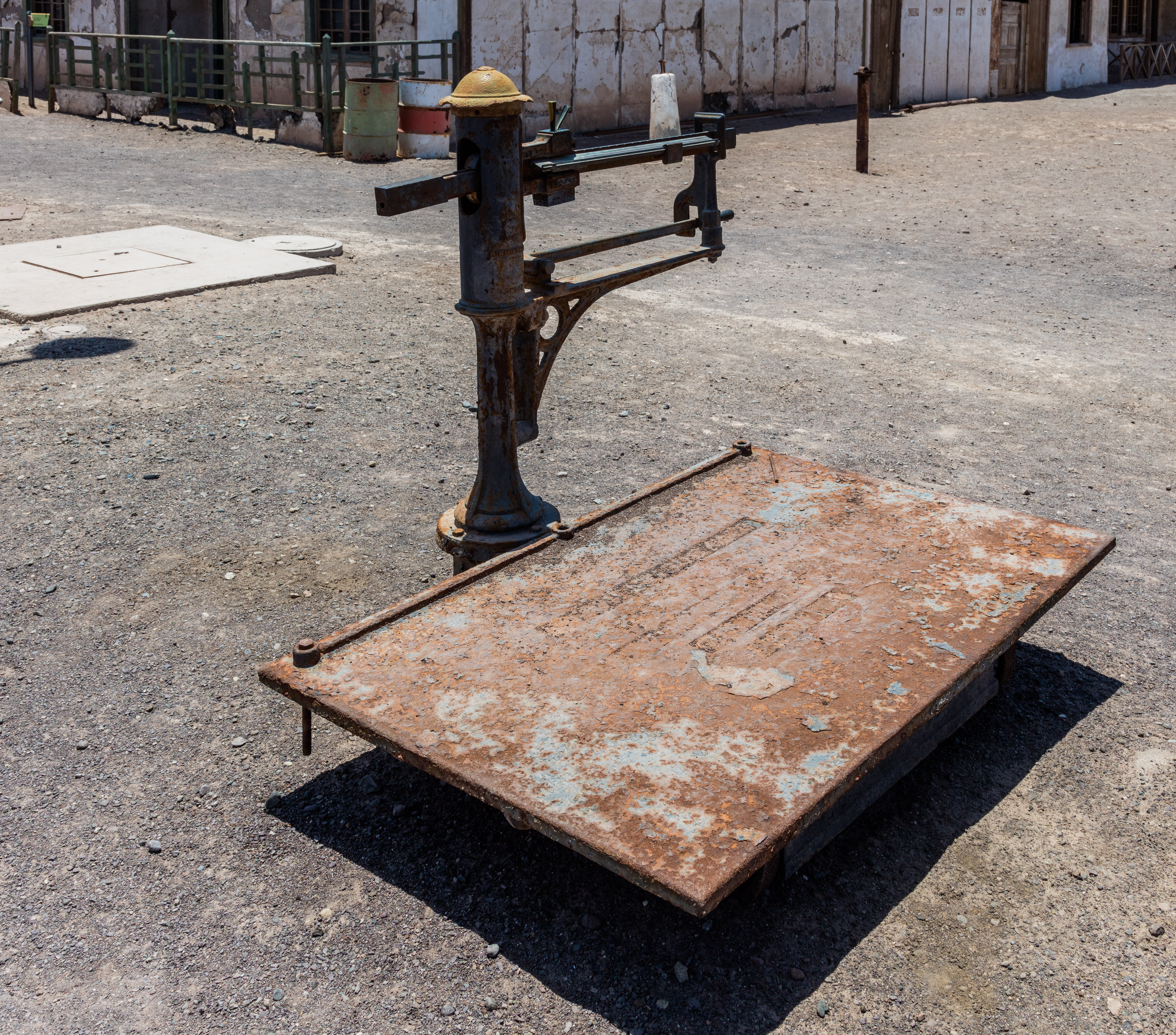
Báscula industrial de contrapeso en las Oficinas salitreras de Humberstone y Santa Laura, Chile.

La báscula (del francés bascule) es un aparato que sirve para pesar; esto es, para determinar el peso (básculas con muelle elástico), o la masa de los cuerpos (básculas con contrapeso).
Normalmente una báscula tiene una plataforma horizontal sobre la que se coloca el objeto que se quiere pesar. Dado que, a diferencia de una romana, no es necesario colgar el objeto a medir de ganchos ni platos, resulta más fácil pesar cuerpos grandes y pesados encima de la plataforma, lo que hizo posible construir básculas con una capacidad de peso muy grande, como las utilizadas para pesar camiones de gran tonelaje.

## Principios de funcionamiento
Actualmente existen tres tipos de básculas: mecánicas, electrónicas y electromecánicas (o híbridas). 
En el caso de las básculas mecánicas, las mismas pueden ser por contrapeso, con muelle elástico o puente con sistema de palancaje.

### Básculas con contrapeso
Actúan por medio de un mecanismo de palancas. Ese mecanismo de palancas transforma la fuerza correspondiente al peso del objeto a medir en un momento de fuerzas, que se equilibra mediante el desplazamiento de un pilón a lo largo de una barra graduada, donde se lee el peso de la masa. El principio de funcionamiento de estas básculas es similar al de una romana o una balanza, comparando masas, mediante una medición indirecta a través del peso.

### Básculas con muelle elástico
Los avances en las técnicas de pesado, han hecho prácticamente desaparecer las básculas de palanca con contrapeso, y ahora se usan básculas con muelle elástico, basadas en la deformación elástica de un resorte que soporta la acción gravitatoria del peso del objeto a medir, en lugar de realizar una comparación de masas. Por esta razón, actualmente el nombre báscula se aplica también a toda una serie de sistemas de pesada basados en la gravedad, del tipo dinamómetro.
Al funcionar por muelle elástico, estas básculas miden la fuerza ejercida por un objeto sujeto a la fuerza de gravedad, es decir, el peso. Sin embargo, el peso (P) y la masa (m) están relacionados por la siguiente relación:
{\displaystyle P=m\,g}
donde P es el peso, m es la masa y g es la intensidad del campo gravitatorio o aceleración de la gravedad. Esta relación permite calcular la masa, ya que si la intensidad gravitatoria es constante, entonces la masa es directamente proporcional al peso.

### Básculas electrónicas
Actualmente las básculas funcionan con métodos y sistemas electrónicos, mostrando en una pantalla de fácil lectura la masa del objeto que se pesa. Las básculas electrónicas utilizan sensores conocidos como célula de carga o celda de carga. Las celdas de carga convencionales consisten en una pieza de metal a la que se adhieren galgas extensométricas. Estas galgas cambian su resistencia eléctrica al traccionarse o comprimirse cuando se deforma la pieza metálica que soporta el peso del objeto. Por tanto, miden peso. El metal se calcula para que trabaje en su zona elástica; esto es lo que define la operatividad de una celda. El ajuste de las resistencias se hace con un puente de Wheatstone, de modo que al alimentarse con un voltaje entregan una salida de voltaje proporcional a la fuerza aplicada en el metal (en el orden de milivoltios). Asimismo se utilizan filtros electrónicos de pasa bajo para disminuir el efecto de las perturbaciones de alta frecuencia.
Cuando la celda se somete a esfuerzos por encima de su capacidad, el metal del cuerpo de la celda pasa a una zona inelástica, adquiriendo deformaciones plásticas o permanentes y ya no regresa a su estado inicial. Antes de llegar a la zona plástica, se sale de la zona de elasticidad lineal, dando lugar a que las deformaciones no sean proporcionales a la fuerza que soporta la célula de carga y, en consecuencia, la salida de voltaje no varíe de manera lineal a la deformación de la pieza metálica y la célula de carga no funcione correctamente. Para evitar esto, los fabricantes colocan tornillos ajustables para limitar el movimiento de la plataforma de la báscula de manera que la celda no se flexione más allá de su rango de funcionamiento.

### Calibración
En estas básculas que miden peso mediante la deformación de un elemento elástico, la masa indicada es una medida indirecta que resulta de evaluar el esfuerzo correspondiente al peso del objeto. Tienen que calibrarse periódicamente y cuando son trasladadas, debido a las variaciones en la intensidad gravitatoria de unos lugares a otros. La calibración se hace por comparación con pesas patrones que a su vez estén calibradas con mayor precisión que la correspondiente a la balanza a calibrar según un sistema internacional de trazabilidad y certificación.<ref>Patrones del laboratorio Archivado el 25 de noviembre de 2004 en Wayback Machine., en Boletín Informativo n.º 17. Centro de Estudios de Medición y Certificación de Calidad (CESMEC). Chile.

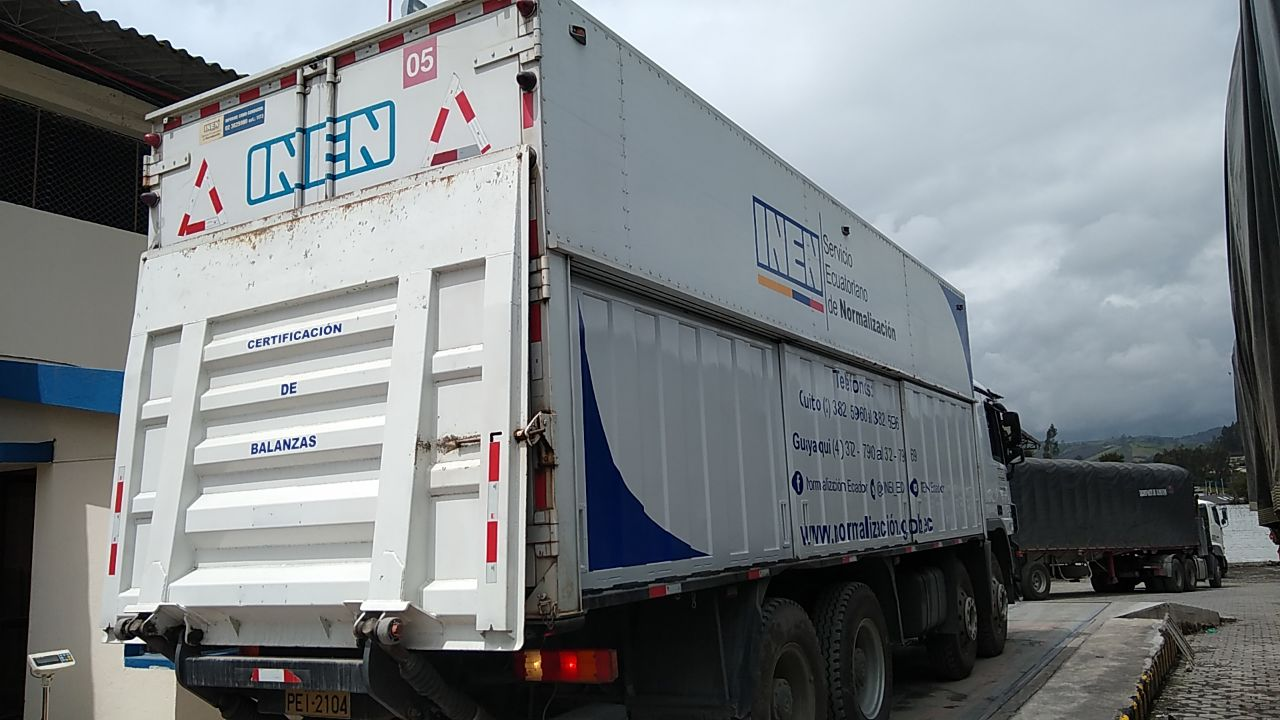
Camión metrológico para calibración de básculas de gran capacidad

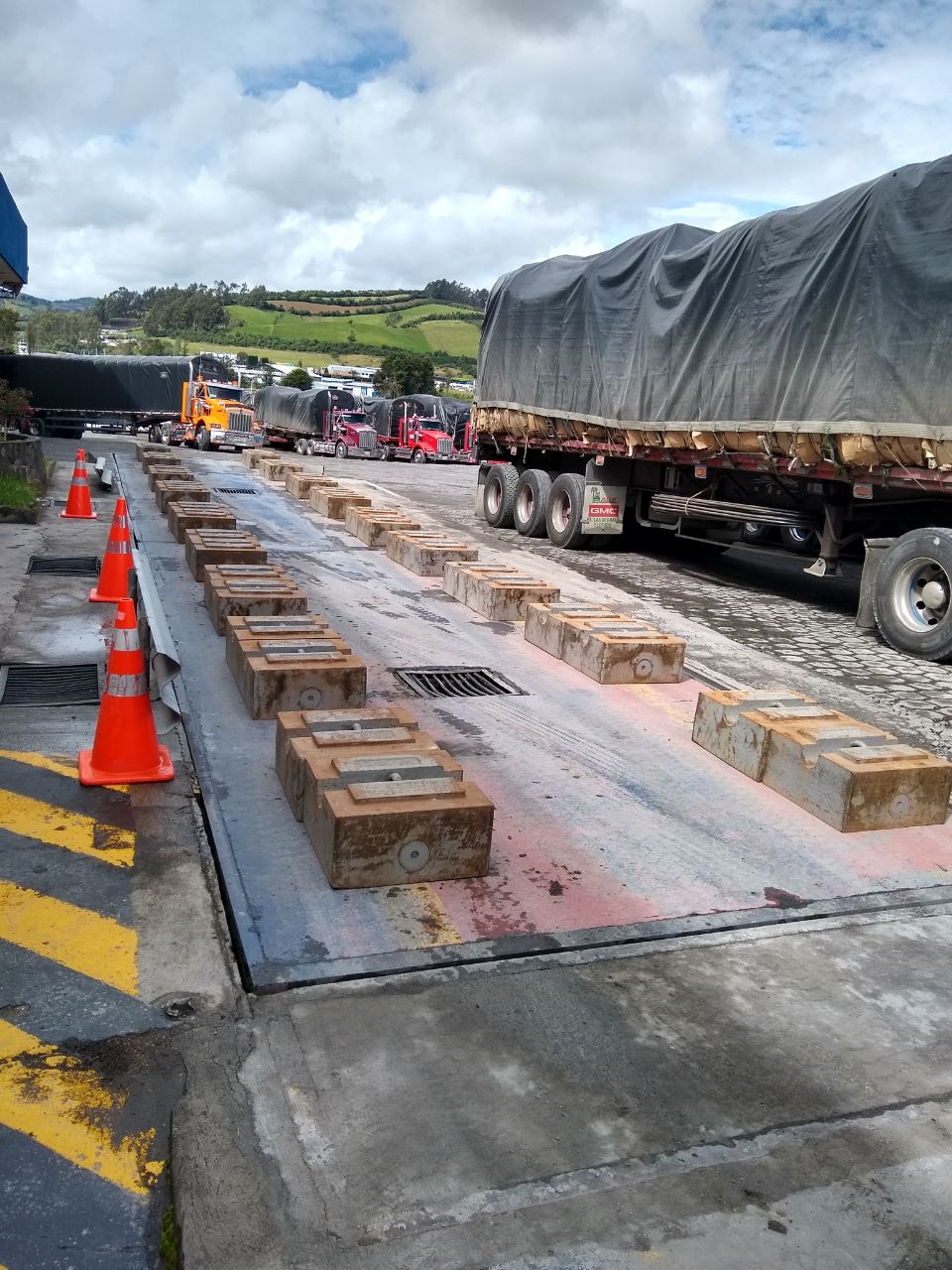
Masas patrón para calibración de balanzas de gran capacidad

## Tipos de básculas
Actualmente hay varios tipos de básculas que son bastante representativas:
- Báscula de bioimpedancia: Son utilizadas en mayor parte por nutricionistas y profesionales de la alimentación, son capaces de sacar una cantidad de datos interesantes en cuestión de un minuto. Son usadas por profesionales por ser las más precisas con sus datos, obtienen estos mandando impulsos eléctricos, devolviendo datos como: grasa visceral, masa de grasa y masa de músculo, entre otras.

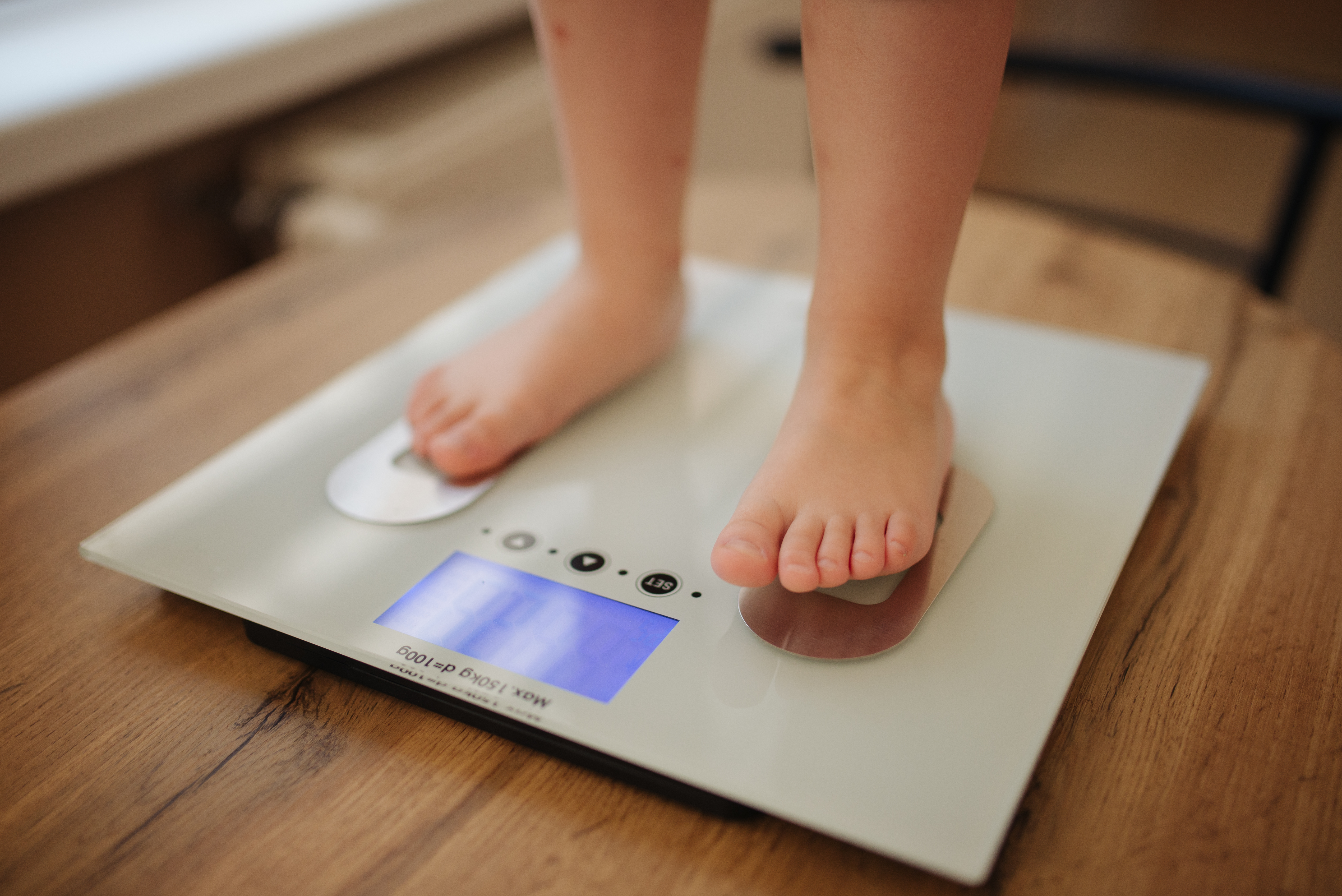
Báscula digital de baño

- Básculas de baño: Se encuentran en muchos hogares y son un elemento muy útil y rápido para conocer el peso de las personas. Hoy en día la tecnología permite no sólo controlar el peso, sino que ofrece una infinidad de posibilidades para medir parámetros sobre la composición corporal (índice de masa corporal, tanto por ciento de grasa, cantidad de músculo esquelético, etc). Desde el punto de vista de la salud, resultan ser un elemento de gran utilidad, ya que permiten, además, realizar un seguimiento personalizado de todos estos valores a lo largo del tiempo.

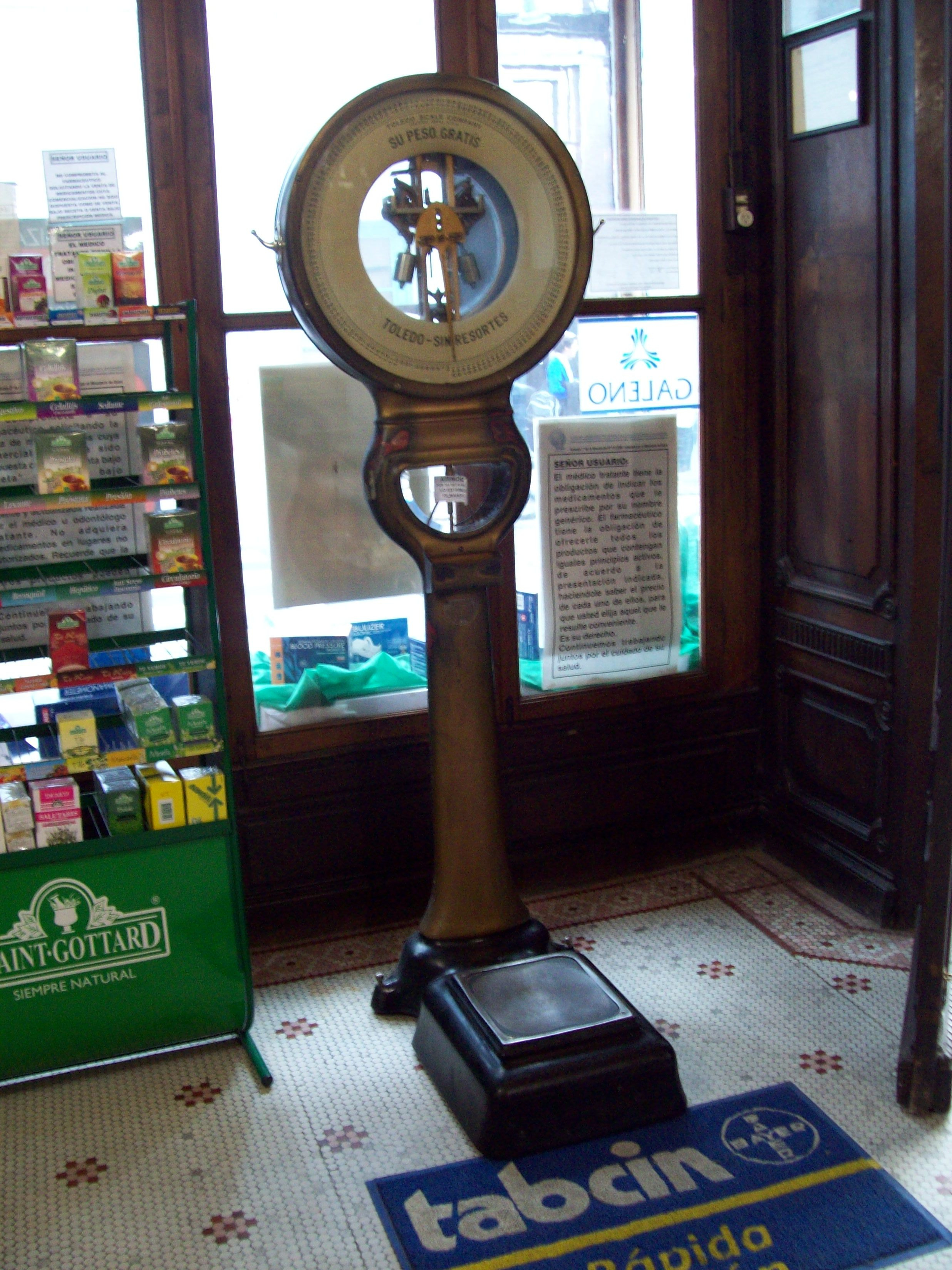
Es muy común ver básculas en las farmacias.

- Básculas para pesar personas en farmacias: Son básculas, que a diferencia de las básculas de baño domésticas, son capaces de medir la altura. Su mecanismo, al ser máquinas de uso público, consiste en introducir una o varias monedas. Son capaces de pesar y medir la estatura y calculan el peso ideal que corresponde a la persona o su índice de masa corporal.
- Báscula para pesar mercancías en empresas y almacenes: Son básculas cuya plataforma está a ras de suelo, y permiten pesar de forma rápida y directa las mercancías que maneja una empresa, hay básculas de diferentes capacidades de peso. Su precisión respecto al volumen resulta una componente primordial.
- Báscula para pesar camiones: Son básculas de gran capacidad de peso que se instalan en la entrada de muchas empresas y en las carreteras para pesar directamente a los camiones que acceden a las empresas o controlarlos en las carreteras por si llevan exceso de carga.
- Báscula para pesar graneles: También llamada Bulk Weighing (pesaje en continuo por ciclos), son básculas intercaladas en cintas transportadoras de materiales a granel. El sistema consta de dos tolvas en línea vertical. La superior tiene por objeto almacenar material mientras se produce el pesado del contenido de la tolva inferior. Una vez efectuado el mismo, el granel es liberado a la cinta transportadora y, cuando la tolva se vacía, vuelve a llenarse con el material acumulado en la tolva superior.
- Báscula de dosificación: Son básculas normalmente en forma de tolva suspendida por células de carga. A dicha tolva le llegan unos tornillos sin fin cuyos motores están controlados por un visor dosificador que puede realizar una fórmula con varios componentes.